# Ortal (Kibbuz)
Ortal ist eine 1978 gegründete israelische Siedlung und ein Kibbuz auf den 1967 von Israel besetzten und 1981 annektierten Golanhöhen. Völkerrechtlich gehört das Gebiet zu Syrien. Ortal liegt 915 Meter über dem Meeresspiegel und fünf Kilometer südwestlich von Quneitra. Im Jahr 2017 hatte die Siedlung 352 Einwohner.